# Listă de aeroporturi după codul IATA: T
Mai jos este lista de aeroporturi al căror cod IATA începe cu litera T.
Această listă este generată cu date din Wikidata și este actualizată periodic de un robot.
 Editările făcute în listă vor fi șterse la următoarea actualizare!
| Imagine | Cod IATA | Articol                                                       |
| ------- | -------- | ------------------------------------------------------------- |
|         | TIR      | Aeroportul Tirupati                                           |
|         | TBI      | Aeroportul New Bight                                          |
|         | TUB      | Aeroportul Tubuai – Mataura                                   |
|         | TTS      | Aeroportul Tsaratanana                                        |
|         | TMM      | Aeroportul Toamasina                                          |
|         | TSN      | Aeroportul Internațional Tianjin Binhai                       |
|         | TMP      | Aeroportul Tampere-Pirkkala                                   |
|         | TMP      | Aeroportul Tampere-Härmälä                                    |
|         | TCN      | Aeroportul Tehuacán                                           |
|         | TSC      | Aeroportul Taisha                                             |
|         | TRI      | Aeroportul Regional Tri-Cities                                |
|         | TSB      | Aeroportul Tsumeb                                             |
|         | TKA      | Aeroportul Talkeetna                                          |
|         | THS      | Aeroportul Sukhothai                                          |
|         | TIB      | Aeroportul Tibu                                               |
|         | THL      | Aeroportul Tachilek                                           |
|         | TTQ      | Aeroportul Tortuguero                                         |
|         | TTM      | Aeroportul Tablón de Tamará                                   |
|         | THT      | Aeroportul Tamchakett                                         |
|         | TSJ      | Aeroportul Tsushima                                           |
|         | TCC      | Aeroportul Municipal Tucumcari                                |
|         | TOP      | Aeroportul Municipal Philip Billard                           |
|         | TMC      | Aeroportul Tambolaka                                          |
|         | TVS      | Aeroportul Tangshan Sannühe                                   |
|         | TTJ      | Aeroportul Tottori                                            |
|         | TXE      | Aeroportul Takengon Rembele                                   |
|         | TEB      | Aeroportul Teterboro                                          |
|         | TIC      | Aeroportul Tinak                                              |
|         | TML      | Aeroportul Tamale                                             |
|         | TOR      | Aeroportul Municipal Torrington                               |
|         | TRQ      | Aeroportul Tarauacá                                           |
|         | TNI      | Aeroportul Satna                                              |
|         | TUR      | Aeroportul Tucuruí                                            |
|         | TED      | Aeroportul Thisted                                            |
|         | TSY      | Aeroportul Tasikmalaya                                        |
|         | THA      | Aeroportul Regional Tullahoma                                 |
|         | TYN      | Aeroportul Taiyuan Wusu                                       |
|         | TAT      | aeroportul Poprad-Tatra                                       |
|         | TCY      | Aeroportul Municipal Tracy                                    |
|         | TPP      | Aeroportul Cad. FAP Guillermo del Castillo Paredes            |
|         | TOM      | Aeroportul Timbuktu                                           |
|         | TMS      | Aeroportul Internațional São Tomé                             |
|         | TRV      | Aeroportul Internațional Trivandrum                           |
|         | TGG      | Aeroportul Sultan Mahmud                                      |
|         | THC      | Aeroportul Tchien                                             |
|         | TNK      | Aeroportul Tununak                                            |
|         | TNN      | Aeroportul Tainan                                             |
|         | TUM      | Aeroportul Tumut                                              |
|         | TGT      | Aeroportul Tanga                                              |
|         | TER      | Aeroportul Lajes                                              |
|         | TYD      | Aeroportul Tynda                                              |
|         | THM      | Aeroportul Thompson Falls                                     |
|         | TLT      | Aeroportul Tuluksak                                           |
|         | TCG      | Aeroportul Tacheng                                            |
|         | TEV      | Aeroportul Teruel                                             |
|         | TFU      | Aeroportul Internațional Chengdu Tianfu                       |
|         | TMU      | Aeroportul Tambor                                             |
|         | TQP      | Aeroportul Trepell                                            |
|         | TOS      | Aeroportul Tromsø                                             |
|         | TJB      | Aeroportul Sei Bati                                           |
|         | TBT      | Aeroportul Tabatinga                                          |
|         | TFI      | Aeroportul Tufi                                               |
|         | TEN      | Aeroportul Tongren Fenghuang                                  |
|         | TOZ      | Aeroportul Mahana                                             |
|         | TPU      | Aeroportul Tikapur                                            |
|         | TLL      | Aeroportul Tallinn                                            |
|         | TLH      | Aeroportul Internațional Tallahassee                          |
|         | TOX      | Aeroportul Tobolsk                                            |
|         | TST      | Aeroportul Trang                                              |
|         | TRM      | Aeroportul Regional Jacqueline Cochran                        |
|         | TAI      | Aeroportul Internațional Ta'izz                               |
|         | TAN      | Aeroportul Municipal Taunton                                  |
|         | TJS      | Aeroportul Tanjung Harapan                                    |
|         | TRN      | Aeroportul Torino                                             |
|         | TJL      | Aeroportul Três Lagoas                                        |
|         | TOF      | Aeroportul Bogashevo                                          |
|         | TCP      | Aeroportul Internațional Taba                                 |
|         | TAF      | Aeroportul Oran Tafraoui                                      |
|         | TWA      | Aeroportul Twin Hills                                         |
|         | TKO      | Aeroportul Tlokoeng                                           |
|         | TXN      | Aeroportul Internațional Huangshan Tunxi                      |
|         | TPN      | Aeroportul Tiputini                                           |
|         | TGN      | Aeroportul Latrobe Valley                                     |
|         | TSV      | Aeroportul Townsville                                         |
|         | TBG      | Aeroportul Tabubil                                            |
|         | TBR      | Aeroportul Statesboro-Bulloch County                          |
|         | TBU      | Aeroportul Internațional Fuaʻamotu                            |
|         | TDJ      | Aeroportul Tadjoura                                           |
|         | TDK      | Aeroportul Taldykourgan                                       |
|         | TEM      | Aeroportul Temora                                             |
|         | TIJ      | Aeroportul Internațional Tijuana                              |
|         | TJM      | Aeroportul Internațional Roshchino                            |
|         | TKN      | Aeroportul Tokunoshima                                        |
|         | TKS      | Aeroportul Tokushima                                          |
|         | TMF      | Aeroportul Thimarafushi                                       |
|         | TMN      | Aeroportul Tamana                                             |
|         | TNO      | Aeroportul Tamarindo                                          |
|         | TOB      | Aeroportul Tobruk                                             |
|         | TOD      | Aeroportul Tioman                                             |
|         | TOO      | Aeroportul San Vito de Java                                   |
|         | TOU      | Aeroportul Touho                                              |
|         | TPA      | Aeroportul Internațional Tampa                                |
|         | TPI      | Aeroportul Tapini                                             |
|         | TPR      | Aeroportul Tom Price                                          |
|         | TUU      | Aeroportul Regional Tabuk                                     |
|         | TYR      | Aeroportul Regional Tyler Pounds                              |
|         | TYT      | Aeroportul Treinta y Tres                                     |
|         | TDD      | Aeroportul Teniente Jorge Henrich Arauz                       |
|         | TDG      | Aeroportul Tandag                                             |
|         | TDW      | Aeroportul Tradewind                                          |
|         | TFB      | Aeroportul Tifalmin                                           |
|         | TFF      | Aeroportul Tefé                                               |
|         | TII      | Aeroportul Tarin Kowt                                         |
|         | TKT      | Aeroportul Tak                                                |
|         | TWP      | Aeroportul Torwood                                            |
|         | TIZ      | Aeroportul Tari                                               |
|         | TSH      | Aeroportul Tshikapa                                           |
|         | TEC      | Aeroportul Telêmaco Borba                                     |
|         | TJG      | Aeroportul Warukin                                            |
|         | TCT      | Aeroportul Takotna                                            |
|         | TCX      | Aeroportul Tabas                                              |
|         | TPG      | Aeroportul Taiping                                            |
|         | TIN      | Aeroportul Tindouf                                            |
|         | TTB      | Aeroportul Tortolì-Arbatax                                    |
|         | TAK      | Aeroportul Takamatsu                                          |
|         | TNA      | Aeroportul Internațional Jinan Yaoqiang                       |
|         | TUC      | Aeroportul Internațional Teniente Benjamín Matienzo           |
|         | TAC      | Aeroportul Daniel Z. Romualdez                                |
|         | TAL      | Aeroportul Ralph M. Calhoun Memorial                          |
|         | TAP      | Aeroportul Tapachula                                          |
|         | TIH      | Aeroportul Tikehau                                            |
|         | TOC      | Aeroportul Toccoa                                             |
|         | TOI      | Aeroportul Municipal Troy                                     |
|         | TUP      | Aeroportul Regional Tupelo                                    |
|         | TBB      | Aeroportul Tuy Hoa                                            |
|         | TGQ      | Aeroportul Tangara da Serra                                   |
|         | TWB      | Aeroportul Toowoomba                                          |
|         | TRD      | Aeroportul Trondheim                                          |
|         | TUA      | Aeroportul Teniente Coronel Luis a Mantilla                   |
|         | TPC      | Aeroportul Tarapoa                                            |
|         | TNW      | Aeroportul Jumandy                                            |
|         | TAD      | Aeroportul Perry Stokes                                       |
|         | TNT      | Aeroportul Dade-Collier Training and Transition               |
|         | TAE      | Aeroportul Internațional Daegu                                |
|         | TBD      | Aeroportul Timbiqui                                           |
|         | TCA      | Aeroportul Tennant Creek                                      |
|         | TCE      | Aeroportul Internațional „Delta Dunării” Tulcea               |
|         | TWF      | Aeroportul Regional Magic Valley                              |
|         | TYL      | Aeroportul Cap. FAP Víctor Montes Arias                       |
|         | TYZ      | Aeroportul Taylor                                             |
|         | TSF      | Aeroportul Treviso                                            |
|         | TCW      | Aeroportul Tocumwal                                           |
|         | TOW      | Aeroportul Toledo (Brazilia)                                  |
|         | TLX      | Aeroportul Panguilemo                                         |
|         | TNE      | Aeroportul New Tanegashima                                    |
|         | TRJ      | Aeroportul Tarabits                                           |
|         | TGS      | Aeroportul Chokwé                                             |
|         | TSL      | Aeroportul Național Tamuín                                    |
|         | TOG      | Aeroportul Togiak                                             |
|         | TPH      | Aeroportul Tonopah                                            |
|         | THP      | Aeroportul Municipal Hot Springs County-Thermopolis           |
|         | TLA      | Aeroportul Teller                                             |
|         | TLC      | Aeroportul Internațional Lic. Adolfo López Mateos             |
|         | TAO      | Aeroportul Internațional Qingdao Liuting                      |
|         | TAO      | Aeroportul Qingdao Jiaodong                                   |
|         | TGI      | Aeroportul Tingo María                                        |
|         | TVL      | Aeroportul Lake Tahoe                                         |
|         | TCQ      | Aeroportul Internațional Crnl. FAP Carlos Ciriani Santa Rosa  |
|         | THE      | Aeroportul Teresina                                           |
|         | TGO      | Aeroportul Tongliao                                           |
|         | TAY      | Aeroportul Tartu                                              |
|         | TIF      | Aeroportul regional Ta'if                                     |
|         | TAV      | Aeroportul Tau                                                |
|         | TDA      | Aeroportul Trinidad                                           |
|         | TMJ      | Aeroportul Termez                                             |
|         | TME      | Aeroportul Gabriel Vargas Santos                              |
|         | TRF      | Aeroportul Sandefjord                                         |
|         | TID      | Aeroportul Tiaret - Abdelhafid Boussouf Bou Chekif            |
|         | TJH      | Aeroportul Tajima                                             |
|         | TKU      | Aeroportul Turku                                              |
|         | TOJ      | Aeroportul Madrid-Torrejón                                    |
|         | TOY      | Aeroportul Toyama                                             |
|         | TRU      | Aeroportul Internațional Cap. FAP Carlos Martínez de Pinillos |
|         | TUO      | Aeroportul Taupo                                              |
|         | TVU      | Aeroportul Matei                                              |
|         | TAG      | Aeroportul Tagbilaran                                         |
|         | TAG      | Aeroportul Bohol–Panglao                                      |
|         | TAW      | Aeroportul Tacuarembó                                         |
|         | TDF      | Aeroportul Person County                                      |
|         | TNP      | Aeroportul Twentynine Palms                                   |
|         | TOE      | Aeroportul Internațional Tozeur–Nefta                         |
|         | TOQ      | Aeroportul Barriles                                           |
|         | TRB      | Aeroportul Gonzalo Mejia                                      |
|         | TTC      | Aeroportul Las Breas                                          |
|         | TEX      | Aeroportul Regional Telluride                                 |
|         | TLF      | Aeroportul Telida                                             |
|         | TBY      | Aeroportul Tshabong                                           |
|         | TEA      | Aeroportul Tela                                               |
|         | TGR      | Aeroportul Sidi Mahdi                                         |
|         | THD      | Aeroportul Tho Xuan                                           |
|         | THQ      | Aeroportul Tianshui Maijishan                                 |
|         | TKK      | Aeroportul Internațional Chuuk                                |
|         | TNL      | Aeroportul Ternopil                                           |
|         | TSM      | Aeroportul Regional Taos                                      |
|         | TYM      | Aeroportul Staniel Cay                                        |
|         | TMH      | Aeroportul Tanahmerah                                         |
|         | TMI      | Aeroportul Tumlingtar                                         |
|         | TWU      | Aeroportul Tawau                                              |
|         | TFS      | Aeroportul Tenerife South                                     |
|         | TKC      | Aeroportul Tiko                                               |
|         | TDL      | Aeroportul Tandil                                             |
|         | TIV      | Aeroportul Tivat                                              |
|         | TTD      | Aeroportul Portland-Troutdale                                 |
|         | TRG      | Aeroportul Tauranga                                           |
|         | THI      | Aeroportul Tichitt                                            |
|         | TEF      | Aeroportul Telfer                                             |
|         | TJI      | Aeroportul Trujillo                                           |
|         | TMA      | Aeroportul Henry Tift Myers                                   |
|         | TAS      | Aeroportul Internațional Tashkent                             |
|         | TCL      | Aeroportul Regional Tuscaloosa                                |
|         | TMD      | Aeroportul Timbedra                                           |
|         | TOK      | Aeroportul Torokina                                           |
|         | TLI      | Aeroportul Sultan Bantilan                                    |
|         | TRW      | Aeroportul Internațional Bonriki                              |
|         | TGD      | Aeroportul Podgorica                                          |
|         | TTT      | Aeroportul Taitung                                            |
|         | TAZ      | Aeroportul Daşoguz                                            |
|         | TBZ      | Aeroportul Internațional Tabriz                               |
|         | TCV      | Aeroportul Hog Cay                                            |
|         | TDZ      | Aeroportul Toledo Executive                                   |
|         | TGZ      | Aeroportul Internațional Ángel Albino Corzo                   |
|         | THB      | Aeroportul Thaba Tseka                                        |
|         | TLK      | Aeroportul Talakan                                            |
|         | TRO      | Aeroportul Taree                                              |
|         | TRX      | Aeroportul Municipal Trenton                                  |
|         | TRZ      | Aeroportul Tiruchirapalli                                     |
|         | TUF      | Aeroportul Tours Val de Loire                                 |
|         | TUD      | Aeroportul Tambacounda                                        |
|         | TRL      | Aeroportul Municipal Terrell                                  |
|         | THY      | Aeroportul P.R.Mphephu                                        |
|         | TAJ      | Aeroportul Tadji                                              |
|         | TFN      | Aeroportul Tenerife North                                     |
|         | THO      | Aeroportul Þórshöfn                                           |
|         | TJK      | Aeroportul Tokat                                              |
|         | TKM      | Aeroportul El Peten                                           |
|         | TBN      | Aeroportul Regional Waynesville-St. Robert                    |
|         | TEI      | Aeroportul Tezu                                               |
|         | TOL      | Aeroportul Toledo Express                                     |
|         | TTO      | Aeroportul Municipal Britton                                  |
|         | TBS      | Aeroportul Internațional Tbilisi                              |
|         | TIU      | Aeroportul Richard Pearse                                     |
|         | TIX      | Aeroportul Regional Space Coast                               |
|         | TMB      | Aeroportul Miami Executive                                    |
|         | TMG      | Aeroportul Tommanggong                                        |
|         | TTA      | Aeroportul Tan Tan                                            |
|         | TGC      | Aeroportul Tanjung Manis                                      |
|         | TMT      | Aeroportul Porto Trombetas                                    |
|         | TEQ      | Aeroportul Tekirdağ Çorlu                                     |
|         | TBP      | Aeroportul Cap. FAP Pedro Canga Rodríguez                     |
|         | TIP      | Aeroportul Internațional Tripoli                              |
|         | TSR      | Aeroportul Internațional Timișoara - Traian Vuia              |
|         | TGU      | Aeroportul Internațional Toncontín                            |
|         | TGV      | Aeroportul Targovishte                                        |
|         | TKH      | Aeroportul Takhli                                             |
|         | TYB      | Aeroportul Tibooburra                                         |
|         | TYS      | Aeroportul McGhee Tyson                                       |
|         | TDS      | Aeroportul Sasereme                                           |
|         | TEG      | Aeroportul Tenkodogo                                          |
|         | TEZ      | Aeroportul Tezpur                                             |
|         | THZ      | Aeroportul Tahoua                                             |
|         | TPF      | Aeroportul Peter O. Knight                                    |
|         | TUG      | Aeroportul Tuguegarao                                         |
|         | TCO      | Aeroportul La Florida                                         |
|         | TRS      | Aeroportul Trieste – Friuli Venezia Giulia                    |
|         | TCB      | Aeroportul Treasure Cay                                       |
|         | TKG      | Aeroportul Radin Inten II                                     |
|         | TKJ      | Aeroportul Tok                                                |
|         | TKJ      | Aeroportul Tok Junction                                       |
|         | TNJ      | Aeroportul Raja Haji Fisabilillah                             |
|         | TRC      | Aeroportul Internațional Francisco Sarabia                    |
|         | TSA      | Aeroportul Taipei Songshan                                    |
|         | TET      | Aeroportul Chingozi                                           |
|         | THR      | Aeroportul Internațional Mehrabad                             |
|         | TPE      | Aeroportul Internațional Taiwan Taoyuan                       |
|         | TAR      | Aeroportul Taranto-Grottaglie                                 |
|         | TAM      | Aeroportul General Francisco Javier Mina                      |
|         | TAH      | Aeroportul Whitegrass                                         |
|         | TCR      | Aeroportul Tuticorin                                          |
|         | TIA      | Aeroportul Internațional „Maica Tereza” din Tirana            |
|         | TZX      | Aeroportul Trabzon                                            |
|         | TLS      | Aeroportul Toulouse–Blagnac                                   |
|         | TVC      | Aeroportul Cherry Capital                                     |
|         | TRH      | Aeroportul Trona                                              |
|         | TIQ      | Aeroportul Internațional Tinian                               |
|         | TPL      | Aeroportul Regional Draughon-Miller Central Texas             |
|         | TUL      | Aeroportul Internațional Tulsa                                |
|         | TTG      | Aeroportul Tartagal "General Enrique Mosconi"                 |
|         | TGP      | Aeroportul Podkamennaya Tunguska                              |
|         | TKP      | Aeroportul Takapoto                                           |
|         | TSP      | Aeroportul Municipal Tehachapi                                |
|         | TVI      | Aeroportul Regional Thomasville                               |
|         | TVK      | Aeroportul Municipal Centerville                              |
|         | TKQ      | Aeroportul Kigoma                                             |
|         | TVF      | Aeroportul Regional Thief River Falls                         |
|         | TLV      | Aeroportul internațional Ben Gurion                           |
|         | TOH      | Aeroportul Torres                                             |
|         | TLJ      | Aeroportul Tatalina LRRS                                      |
|         | THG      | Aeroportul Thangool                                           |
|         | TLE      | Aeroportul Toliara                                            |
|         | TKD      | Aeroportul Takoradi                                           |
|         | TLD      | Aeroportul Tuli Lodge                                         |
|         | TPS      | Aeroportul Vincenzo Florio                                    |
|         | TRE      | Aeroportul Tiree                                              |
|         | TBH      | Aeroportul Tugdan                                             |
|         | TKW      | Aeroportul Tekin                                              |
|         | TEE      | Aeroportul Cheikh Larbi Tébessi                               |
|         | TXF      | Aeroportul Teixeira de Freitas                                |
|         | TUN      | Aeroportul Internațional Tunis–Carthage                       |
|         | TBC      | Aeroportul Tuba City                                          |
|         | TPQ      | Aeroportul Amado Nervo                                        |
|         | TTE      | Aeroportul Babullah                                           |
|         | TIL      | Aeroportul Cheadle                                            |
|         | TNX      | Aeroportul Stung Treng                                        |
|         | TNS      | Aeroportul Tungsten (Cantung)                                 |
|         | TLR      | Aeroportul Mefford Field                                      |
|         | TWC      | Aeroportul Tumxuk Tangwangcheng                               |
|         | TDO      | Aeroportul South Lewis County                                 |
|         | TEL      | Aeroportul Telupid                                            |
|         | TZA      | Aeroportul Municipal Belize City                              |
|         | TDV      | Aeroportul Samangoky                                          |
|         | TLQ      | Aeroportul Turpan Jiaohe                                      |
|         | TUI      | Aeroportul Turaif Domestic                                    |
|         | TGH      | Aeroportul Tongoa                                             |
|         | TZN      | Aeroportul South Andros                                       |
|         | TBO      | Aeroportul Tabora                                             |
|         | TRY      | Aeroportul Tororo                                             |
|         | TMW      | Aeroportul Tamworth                                           |
|         | TMO      | Aeroportul Tumeremo                                           |
|         | TJA      | Aeroportul Capitán Oriel Lea Plaza                            |
|         | TEK      | Aeroportul Tatitlek                                           |
|         | TNR      | Aeroportul Ivato                                              |
|         | TRA      | Aeroportul Tarama                                             |
|         | THX      | Aeroportul Turukhansk                                         |
|         | TFM      | Aeroportul Telefomin                                          |
|         | TKZ      | Aeroportul Tokoroa                                            |
|         | TGK      | Aeroportul Taganrog Sur                                       |
|         | TLO      | Aeroportul Tol                                                |
|         | TUQ      | Aeroportul Tougan                                             |
|         | TUX      | Aeroportul Tumbler Ridge                                      |
|         | TYE      | Aeroportul Tyonek                                             |
|         | TZM      | Aeroportul Național Cupul                                     |
|         | TGM      | Aeroportul „Transilvania” Târgu Mureș                         |
|         | TTR      | Aeroportul Pongtiku                                           |
|         | TCH      | Aeroportul Tchibanga                                          |
|         | TVY      | Aeroportul Dawei                                              |
|         | TCS      | Aeroportul Municipal Truth or Consequences                    |
|         | TLB      | Aeroportul Tarbela Dam                                        |
|         | TCD      | Aeroportul Tarapacá                                           |
|         | TIM      | Aeroportul Timika                                             |
|         | TKF      | Aeroportul Truckee Tahoe                                      |
|         | TND      | Aeroportul Alberto Delgado                                    |
|         | TSU      | Aeroportul Tabiteuea Süd                                      |
|         | THN      | Aeroportul Trollhättan-Vänersborg                             |
|         | TEY      | Aeroportul Thingeyri                                          |
|         | TNG      | Aeroportul Tangier Ibn Battouta                               |
|         | TAQ      | Aeroportul Tarcoola                                           |
|         | TJQ      | Aeroportul Buluh Tumbang                                      |
|         | TGJ      | Aeroportul Tiga                                               |
|         | TNH      | Aeroportul Tonghua Sanyuanpu                                  |
|         | TVA      | Aeroportul Morafenobe                                         |
|         | TXL      | Aeroportul Berlin Tegel                                       |
|         | TEU      | Aeroportul Te Anau                                            |
|         | TBJ      | Aeroportul Internațional Tabarka-Ain Draham                   |
|         | TCZ      | Aeroportul Tengchong Tuofeng                                  |
|         | TDX      | Aeroportul Trat                                               |
|         | TTU      | Aeroportul Sania Ramel                                        |
|         | TZL      | Aeroportul Internațional Tuzla                                |
|         | TZL      | Baza Aeriană Tuzla                                            |
|         | TTN      | Aeroportul Trenton-Mercer                                     |
|         | TLU      | Aeroportul Golfo de Morrosquillo                              |
|         | TQN      | Aeroportul Taloqan                                            |
|         | TUJ      | Aeroportul Tum                                                |
|         | TIW      | Aeroportul Tacoma Narrows                                     |
|         | TMX      | Aeroportul Timimoun                                           |
|         | TKX      | Aeroportul Takaroa                                            |
|         | TYF      | Aeroportul Torsby                                             |
|         | TIE      | Aeroportul Tippi                                              |
|         | TXK      | Aeroportul Regional Texarkana                                 |
|         | TKV      | Aeroportul Tatakoto                                           |
|         | TLM      | Aeroportul Zenata – Messali El Hadj                           |
|         | TWZ      | Aeroportul Pukaki                                             |
|         | TNC      | Aeroportul Tin City LRRS                                      |
|         | TAB      | Aeroportul Internațional Arthur Napoleon Raymond Robinson     |
|         | TRK      | Aeroportul Juwata                                             |
|         | TSG      | Aeroportul Tanacross                                          |
|         | TWT      | Aeroportul Sanga-Sanga                                        |
|         | TUK      | Aeroportul Turbat                                             |
|         | TUS      | Aeroportul Internațional Tucson                               |
|         | TYQ      | Aeroportul Indianapolis Executive                             |
|         | TZC      | Aeroportul Tuscola Area                                       |
|         | TQH      | Aeroportul Municipal Tahlequah                                |
|         | TTX      | Aeroportul Truscott-Mungalalu                                 |
|         | TBW      | Aeroportul Tambov Donskoye                                    |
|         | TPJ      | Aeroportul Taplejung                                          |
|         | TJU      | Aeroportul Kulob                                              |
|         | TMR      | Aeroportul Aguenar–Hadj Bey Akhamok                           |
|         | TLN      | Aeroportul Toulon-Hyères                                      |
|         | TMQ      | Aeroportul Tambao                                             |
|         | TIY      | Aeroportul Tidjikja                                           |
|         | TXU      | Aeroportul Tabou                                              |